# Sonqor (kommunhuvudort)
Sonqor (persiska: سنقر) är en kommunhuvudort i Iran.   Den ligger i provinsen Kermanshah, i den nordvästra delen av landet, 400 km väster om huvudstaden Teheran. Sonqor ligger 1 699 meter över havet och antalet invånare är 43 174.
Terrängen runt Sonqor är varierad.Runt Sonqor är det ganska tätbefolkat, med 80 invånare per kvadratkilometer. Sonqor är det största samhället i trakten. Trakten runt Sonqor består i huvudsak av gräsmarker.